# Grb Gibraltara
Grb Gibraltara prvi je put darovala 10. srpnja 1502. godine Izabela I. Kastiljska. To je najstariji grb u upotrebi u prekomorskim teritorijima Ujedinjenog Kraljevstva i poseban je po tome što je jedini iz vremena prije britanske kolonijalne administracije.
Grb se sastoji od štita na kojem se nalazi crveni zamak s tri kule na bijeloj podlozi sa zlatnim ključem koji visi na sredini crvenog dijela pozadine. Zamak simbolizira gibraltarsku tvrđavu, a ključ značaj Gibraltara. Moto je Montis Insignia Calpe, što znači Štit stijene Gibraltara.
Grb se razlikuje od pečata Gibraltara, koji je slika gibraltarske stijene s brodom ispred. Ne postoje podaci o vremenu nastanka tog motiva.
Od 1982., zastava koja predstavlja grb koristi se kao zastava Gibraltara, a grb se također pojavljuje na zastavi gibraltarskog guvernera.
Grb vlade Gibraltara isti je kao grb Ujedinjenog Kraljevstva uz dodati štit koji prikazuje gibraltarski grb.